# Морфози
Морфози — це зміни у фенотипі під дією екстремальних факторів навколишнього середовища. Вперше морфози проявляються саме у фенотипі та можуть призводити до адаптаційних мутацій, що береться епігенетичною теорією еволюції як основа руху природного добору на основі модифікаційної мінливості. Морфози мають неадаптивний та необоротний характер, тобто, як і мутації, лабільні. Прикладами морфозів є шрами, певні травми, опіки тощо.
| ДНК | Це незавершена стаття з генетики. Ви можете допомогти проєкту, виправивши або дописавши її. |